# Monarque des îles
Monarcha cinerascens
Espèce
Statut de conservation UICN

 LC  : Préoccupation mineure
Le Monarque des îles (Monarcha cinerascens) est une espèce d'oiseaux de la famille des Monarchidae.

## Répartition
Cet oiseau vit en Indonésie, en Papouasie-Nouvelle-Guinée et aux îles Salomon.

## Habitat
Il habite les forêts subtropicales ou tropicales humides, en plaine ou en montagne.